# Lilla Hinggan
Lilla Hinggan (Kinesiska: 小兴安岭; pinyin: Xiǎo Xīng'ān Lǐng; ryska: Малый Хинган, Malij Chingan)  är en bergskedja, som i väst-östlig riktning skär Manchuriet vid 48° nordlig bredd ända fram till Amur. Dess manchuiska namn är Iljehari-Alin, och den fortsätter norr om Amur i Bureja-bergen. 